# Наджран (футбольний клуб)
Спортивний клуб Наджран (араб. نادي نجران الرياضي) — саудівський футбольний клуб з провінції Наджран. Клуб виступає у другому дивізіоні Саудівської Аравії. «Наджран» уперше виступив у Саудівській Професіональній лізі після того, як посів 2-ге місце в першому дивізіоні Саудівської Аравії в сезоні 2006—2007 років.

## Історія
«Наджран» — новий клуб у порівнянні з іншими клубами Саудівської Аравії. Ідея створення клубу вперше з'явилася в 1980 році, коли група жителів Наджрана звернулася до Управління з питань соціального захисту молоді, висловивши бажання створити клуб, який би носив назву їх міста. Початкова ідея була доведена до керівника управління, яким на той час був принц Фейсал бін Фахад бін Абдулазіз, який мав схвалити остаточне рішення для створення клубу. також засновники клубу провели збори для формування та обрання першої ради директорів.
Команда «Наджран» змогла дійти до фіналу Кубка принца Фейсала Бін Фахда 2005—2006 років, виступаючи ще в першому дивізіоні Саудівської Аравії. У сезоні 2007—2008 років команда «Наджран» уперше виступила в Саудівській Професіональній лізі. «Наджран» вийшов до фіналу чотирьох Кубка наслідного принца Саудівської Аравії 2009—2010 років після перемоги над кількома найсильнішими командами саудівського футболу, зокрема над «Аль-Іттіхад», але після видовищної гри програли клубу «Аль-Гіляль».